# Zynaps
Zynaps — компьютерная игра в жанре shoot 'em up, изданная Hewson Consultants для платформ ZX Spectrum, Amstrad CPC и Commodore 64 в 1987 году, для Atari ST и Commodore Amiga в 1988.
Авторы игры Доминик Робинсон, Джон Камминг и Стивен Кроу, музыка к игре была написана Стивом Тёрнером. Графика в версиях для Atari ST и Amiga была выполнена Питом Лионом.
Ранее Доминик Робинсон и Стив Тёрнер вместе работали над ZX Spectrum версией игры Uridium.

## Описание
Игра представляет собой сайд-скроллер, в котором задача игрока — пролететь на космическом корабле через 14 уровней, уничтожить врагов, собрать бонусы и не быть пойманным. В конце каждого уровня игрок должен победить босса.
Игроку даются 3 космических корабля. Дополнительные корабли можно получить набрав определенное количество очков. При потере жизни игрок возвращается в начало уровня независимо от того, как далеко он продвинулся.
В игре реализована плавная горизонтальная прокрутка цветного фона и цветные спрайты с попиксельным движением. Область отображения игровой ситуации занимает больше двух третей экрана. Общая длина уровней в игре составляет около 450 экранов.

## Критика
Обзор Zynaps для ZX Spectrum был опубликован в журнале Your Sinclair в августе 1987 года. Игра получила 9 баллов из 10 и описана как «плавная и быстрая». Игра получила награду CRASH Smash в 42 выпуске журнала CRASH. Игра также получила награду за лучший шутер года по версии читателей журнала Crash.

## Ремейк
В качестве работы для Retro Remakes competition 2006, был сделан ремейк под платформу PC, отличающийся улучшенной графикой — Zynaps Remix. Программа написана на Blitz Basic 2d.